# Syzygium timorianum
Syzygium timorianum är en myrtenväxtart som beskrevs av Joseph Decaisne. Syzygium timorianum ingår i släktet Syzygium och familjen myrtenväxter.
Artens utbredningsområde är Små Sundaöarna. Inga underarter finns listade i Catalogue of Life.